# Иван Бешев
Иван Николов Бешев е български политик от БКП.

## Биография
Роден е на 27 септември 1919 г. в Плевен. От 1937 г. е член на РМС, а от 1940 и на БКП. Бил е член и секретар на Окръжния комитет на РМС в Плевен. Осъден е на доживотен затвор през 1942 г. След 9 септември 1944 г. е първи секретар на Градския комитет на БКП в Плевен. В отделни периоди е първи заместник-председател на Изпълнителния комитет на Окръжния народен съвет и секретар на Окръжния комитет на БКП в Плевен. През 1967 г. става председател на Изпълнителния комитет на Окръжния народен съвет. От 1966 до 1981 г. е кандидат-член на ЦК на БКП. През 1980 г. е един от българските факлоносци за олимпиадата в Москва по времето, когато факела минава през Плевен. Умира през 1997 г. Негови документи и снимки се намират в регионален държавен архив Плевен във фонд 1376. По идея на Бешев и арх. Иван Стефанов е построена хижа „Плевен“ близо до връх Ботев.